# MacPherson (stacja metra)
MacPherson – stacja podziemna Mass Rapid Transit (MRT) na Circle Line w Singapurze. Od 2017 jest stacją węzłową z Downtown Line.